# Bréda
 (octobre 2009).
Si vous disposez d'ouvrages ou d'articles de référence ou si vous connaissez des sites web de qualité traitant du thème abordé ici, merci de compléter l'article en donnant les références utiles à sa vérifiabilité et en les liant à la section « Notes et références ».
Pour les articles homonymes, voir Breda (homonymie).
Bréda (en néerlandais : Breda) est une ville et commune néerlandaise, située dans l'ouest de la province du Brabant-Septentrional. Elle marque la confluence de l'Aa et de la Mark, dans le sud des Pays-Bas, à la frontière belge. La première trace écrite de la ville date de 1125. En décembre 2024, la commune de Bréda compte 188 779 habitants, ce qui en fait la dixième des Pays-Bas en nombre d'habitants, ainsi que la troisième au niveau provincial, après Eindhoven et Tilbourg.

## Géographie

### Communes limitrophes
| Moerdijk   | Drimmelen       | Oosterhout     |
| Etten-Leur | Bréda           | Gilze en Rijen |
| Zundert    | Hoogstraten (B) | Alphen-Chaam   |

### Localités
La commune de Bréda comporte les villages suivants :
- Bavel ;
- Prinsenbeek ;
- Teteringen ;
- Ulvenhout.

### Transports

#### Train
- Gare de Bréda
- Gare de Prinsenbeek

#### Autoroutes
L'A16, entre Rotterdam et la frontière avec la Belgique (direction Anvers).
L'A27, qui relie Bréda à Almere, en passant par Utrecht.
L'A58, entre Eindhoven et Flessingue (Zélande).

## Histoire

### Époque moderne

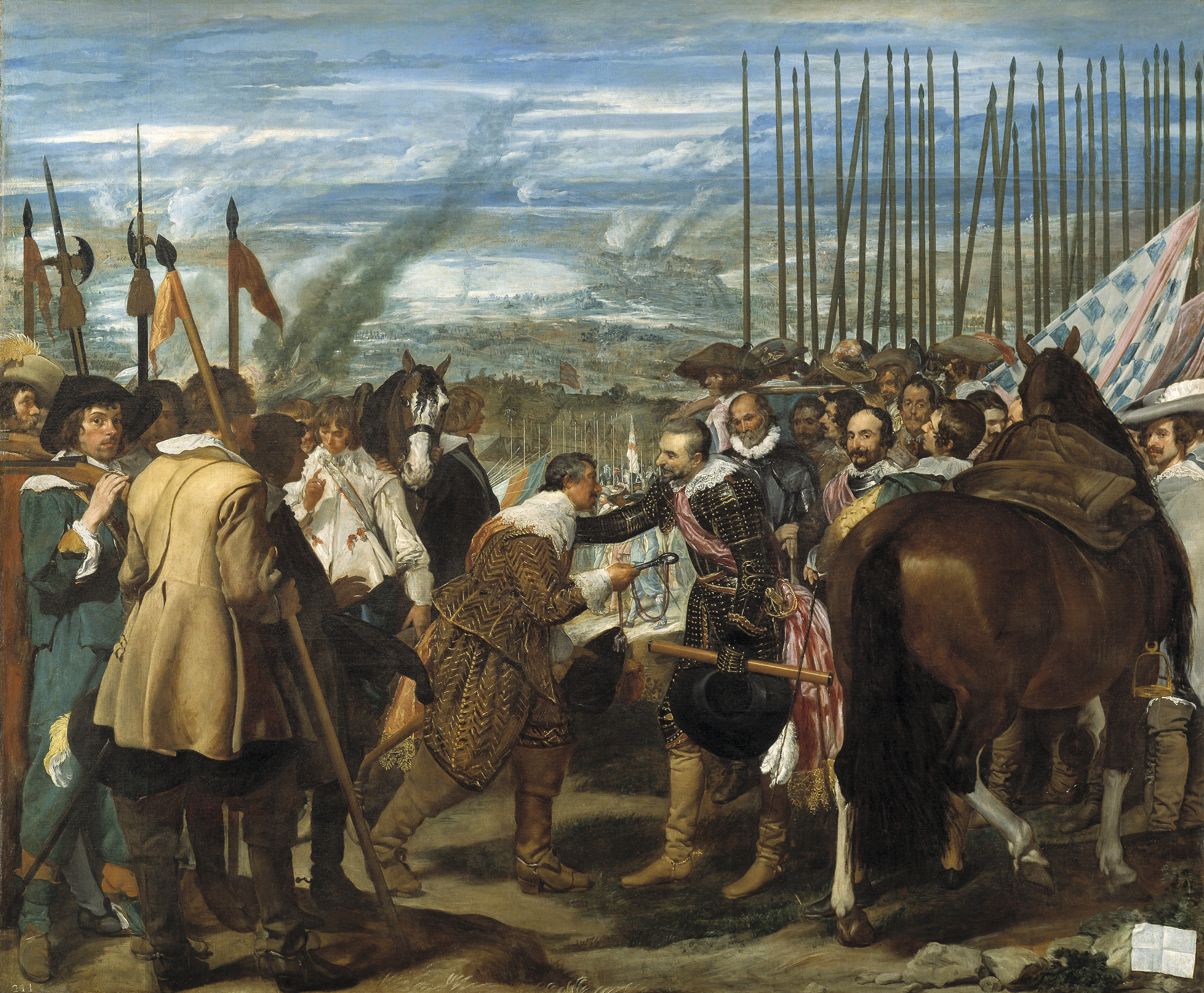
La Reddition de Bréda aussi appelé
Les Lances
Vélasquez
musée du Prado, Madrid

En 1565 a été signé à Bréda un Compromis qui est l'acte d'association des provinces insurgées contre les Espagnols.
Durant la guerre de Quatre-Vingts Ans, Bréda a changé de mains plusieurs fois.
En 1577, Guillaume d'Orange, baron de Bréda, et les Hollandais reprirent en main la ville après un siège de deux mois et le paiement de leur solde aux soldats allemands au service du roi d'Espagne.
En 1581, grâce à une complicité intérieure, les Espagnols commandés par Claude de Berlaymont, pénétrèrent dans la ville et s'en emparèrent après une sévère bataille suivie d'une mise à sac. Le 4 mars 1590, une action audacieuse a permis aux troupes anglo-hollandaises de reprendre le contrôle de la cité. Soixante-dix soldats hollandais menés par Charles de Héraugière ont réussi à s'introduire dans la ville, cachés dans une embarcation et ont mis en fuite les 600 soldats de la garnison, capturant la ville sans subir une seule perte.
Les Espagnols reprirent la ville à l'issue du siège de Bréda qui a eu lieu sous le règne de Philippe IV d'Espagne. Le siège débuta le 27 août 1624 et dura plus de 9 mois, la ville ne se rendant que le 5 juin 1625. Vélasquez l'immortalisa dans son célèbre tableau La Reddition de Bréda, peint une dizaine d'années après le siège, auquel Vélasquez n'assista pas.
Enfin en 1637, à la suite d'un siège de trois mois mené par Frédéric-Henri d'Orange-Nassau, la ville appartient définitivement aux Provinces-Unies hollandaises.
Le 4 avril 1660 y a lieu la déclaration de Bréda, par laquelle le futur roi Charles II pardonne la Première révolution anglaise.
Le traité de Bréda a été signé le 23 juillet 1667, par l’Angleterre, la République des Provinces-Unies, la France et le Danemark. De façon précipitée, il mit un terme à la deuxième guerre anglo-néerlandaise (1665-1667).
Le 24 février 1793, les troupes de la République française, celles de l'Armée du Nord, commandées par le général Jean Le Michaud d'Arçon assiègent la ville qui capitule le 27 février.

### Époque contemporaine

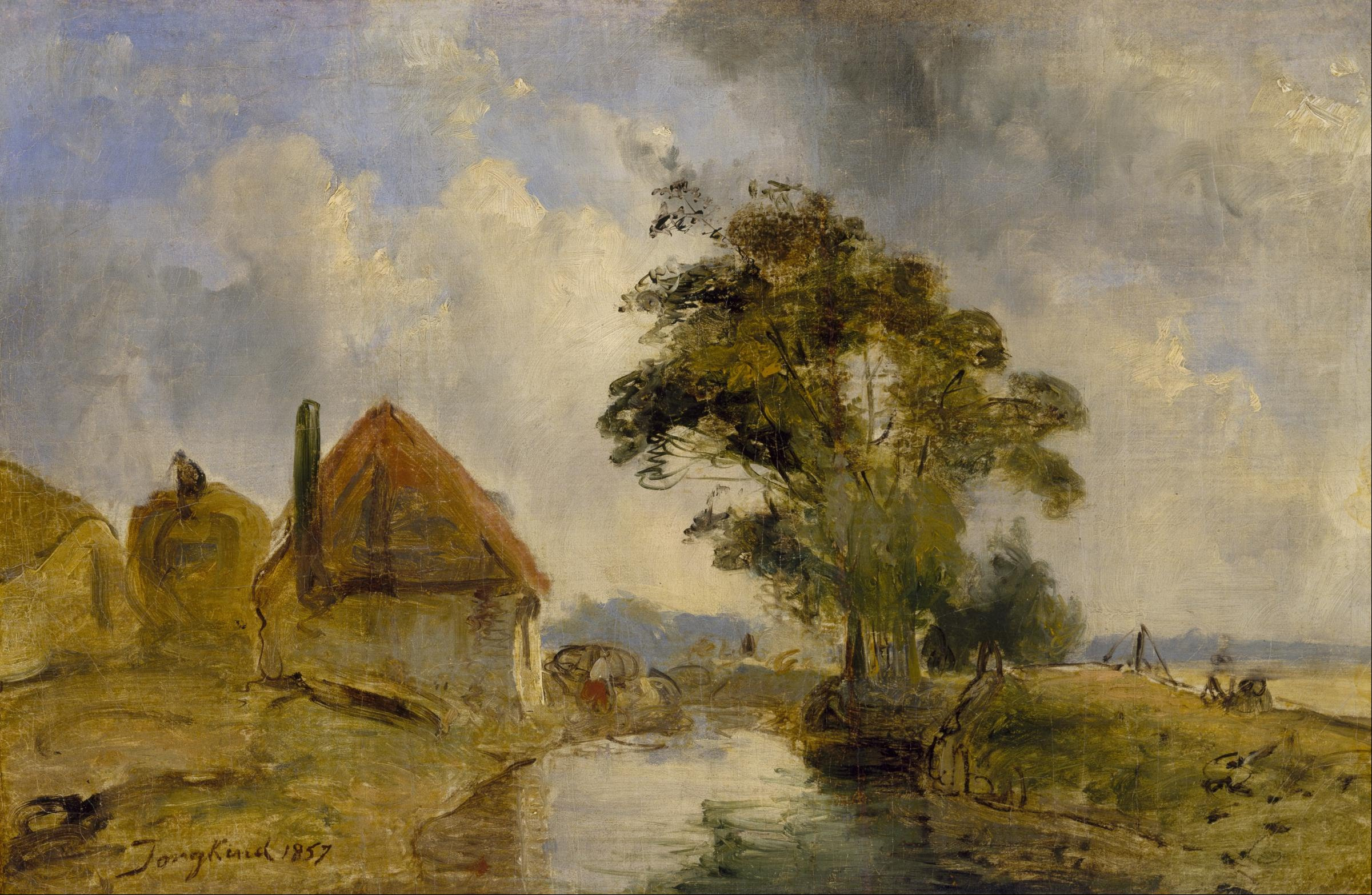
Environs de Bréda, 1857
Johan Barthold Jongkind
Musée des Beaux-Arts de Houston

Pendant la Seconde Guerre mondiale, la ville est libérée par une manœuvre de la 1re division blindée polonaise planifiée et dirigée par le général Stanislaw Maczek le 29 octobre 1944.
Bréda abrite une ancienne prison (en) désormais reconvertie, qui fut l'une des premières prisons panoptiques construites. Les seuls criminels de guerre allemands emprisonnés aux Pays-Bas le furent dans cette prison. Ils étaient connus sous le nom des « Quatre de Breda » (Willy Paul Franz Lages libéré pour raisons médicales en 1966, Joseph Johann Kotälla mort en prison en 1979, Ferdinand Hugo aus der Fünten et Franz Fischer, libérés tous les deux en 1989). 

## Politique et administration

### Jumelages
- Vélines (France)
- Wrocław (Pologne) depuis 1991
- Zakopane (Pologne)
- Dillenburg (Allemagne) depuis 1963

## Population et société

### Démographie

#### Historique de l'évolution de la population
|      | Commune | Aire urbaine |
| ---- | ------- | ------------ |
| 1960 | 107 127 | 142 613      |
| 1970 | 121 209 | 184 857      |
| 1980 | 117 259 | 201 981      |
| 1990 | 123 025 | 217 223      |
| 2000 | 160 615 | 296 727      |
| 2009 | 171 916 | 314 818      |

#### Origines des habitants
|                                 | Valeurs absolues | Structure en % |
| ------------------------------- | ---------------- | -------------- |
| Autochtones                     | 135 801          | 78,92          |
| Allochtones occidentaux         | 18 063           | 10,50          |
| Allochtones non occidentaux     | 18 221           | 10,59          |
| Maroc                           | 5 168            | 3,00           |
| Turquie                         | 2 914            | 1,69           |
| Antilles néerlandaises et Aruba | 2 057            | 1,20           |
| Suriname                        | 2 048            | 1,19           |
| Autres                          | 6 034            | 3,51           |

### Sports
- NAC Breda, club de football de Bréda

## Économie
Dans le centre de Bréda, il y a le centre commercial De Barones et 't Sas. Bréda a la plus grande densité de magasins de chaussures des Pays-Bas.
Le marché sur la Grand-Place a lieu le mardi et le vendredi de 9 heures à 13 heures.
Le bonbon Mentos est originaire de Bréda.[réf. nécessaire]

## Culture et patrimoine

### Lieux à voir et monuments

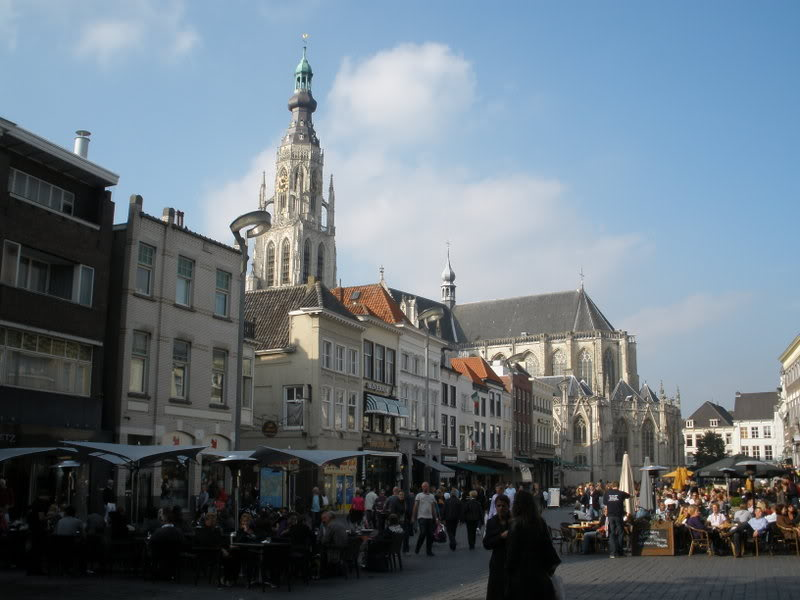
La Grand-Place de Bréda.

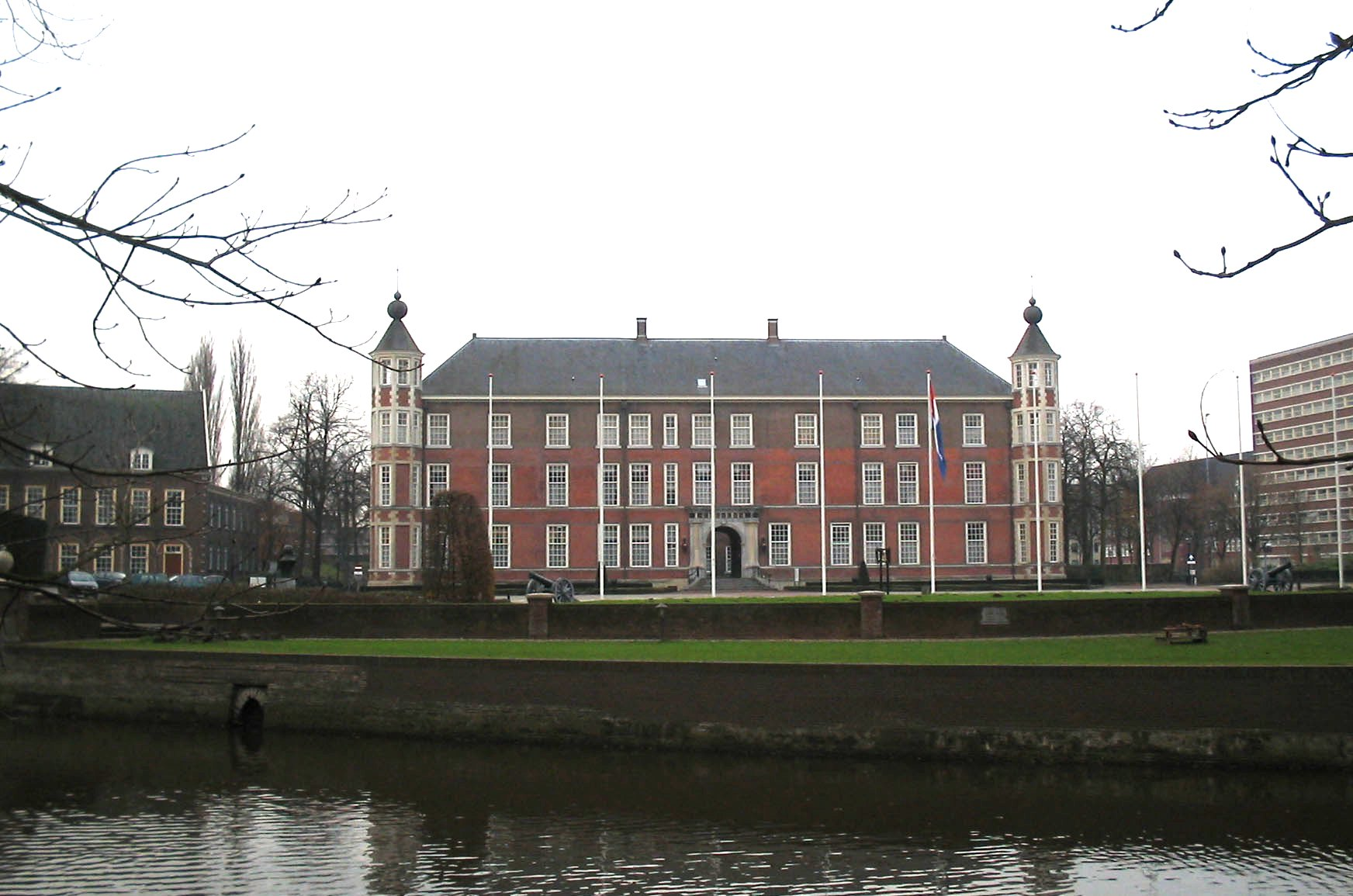
Le château de Bréda.

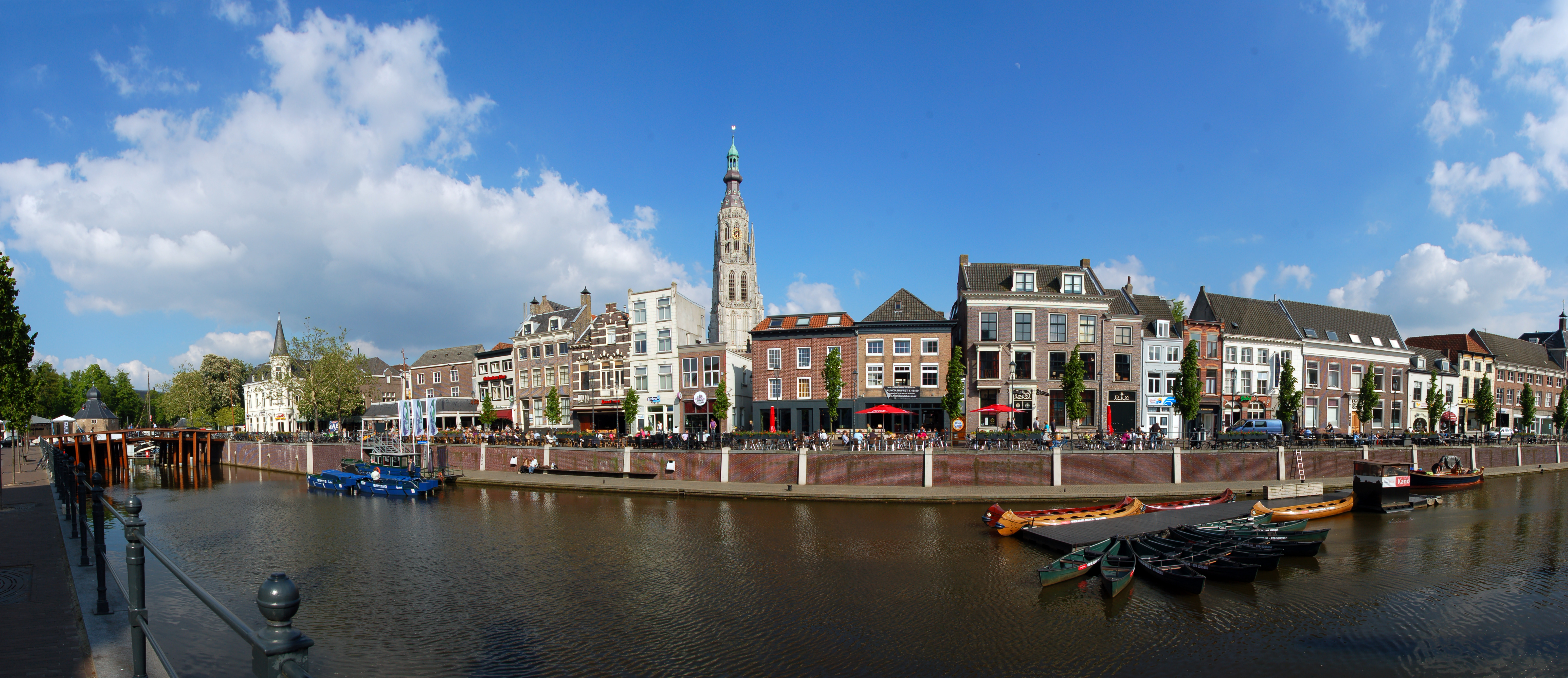
Le port de Bréda.

#### Théâtres
- Chassé Théâtre (nl)

#### Musées

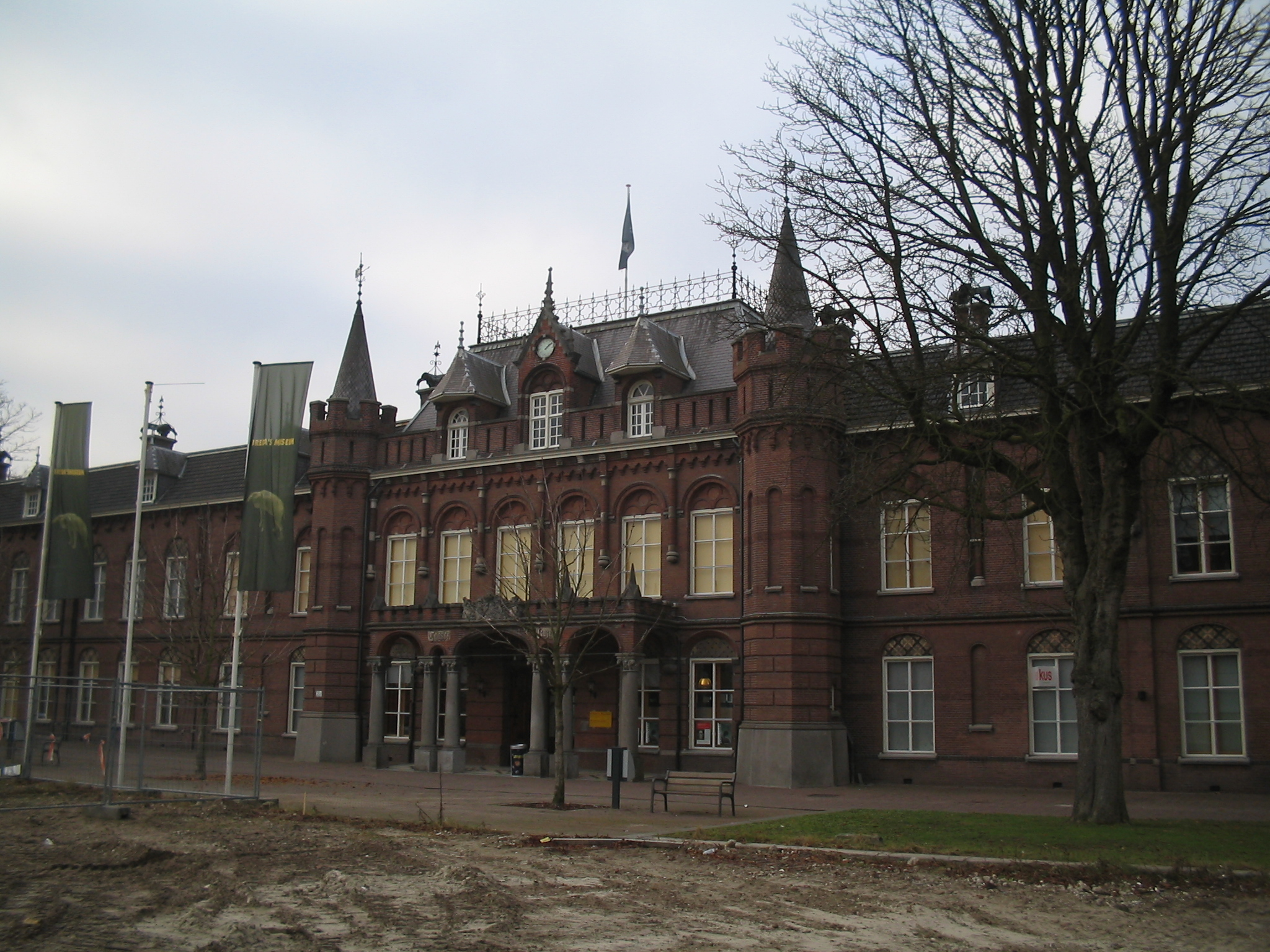
Musée de Bréda.

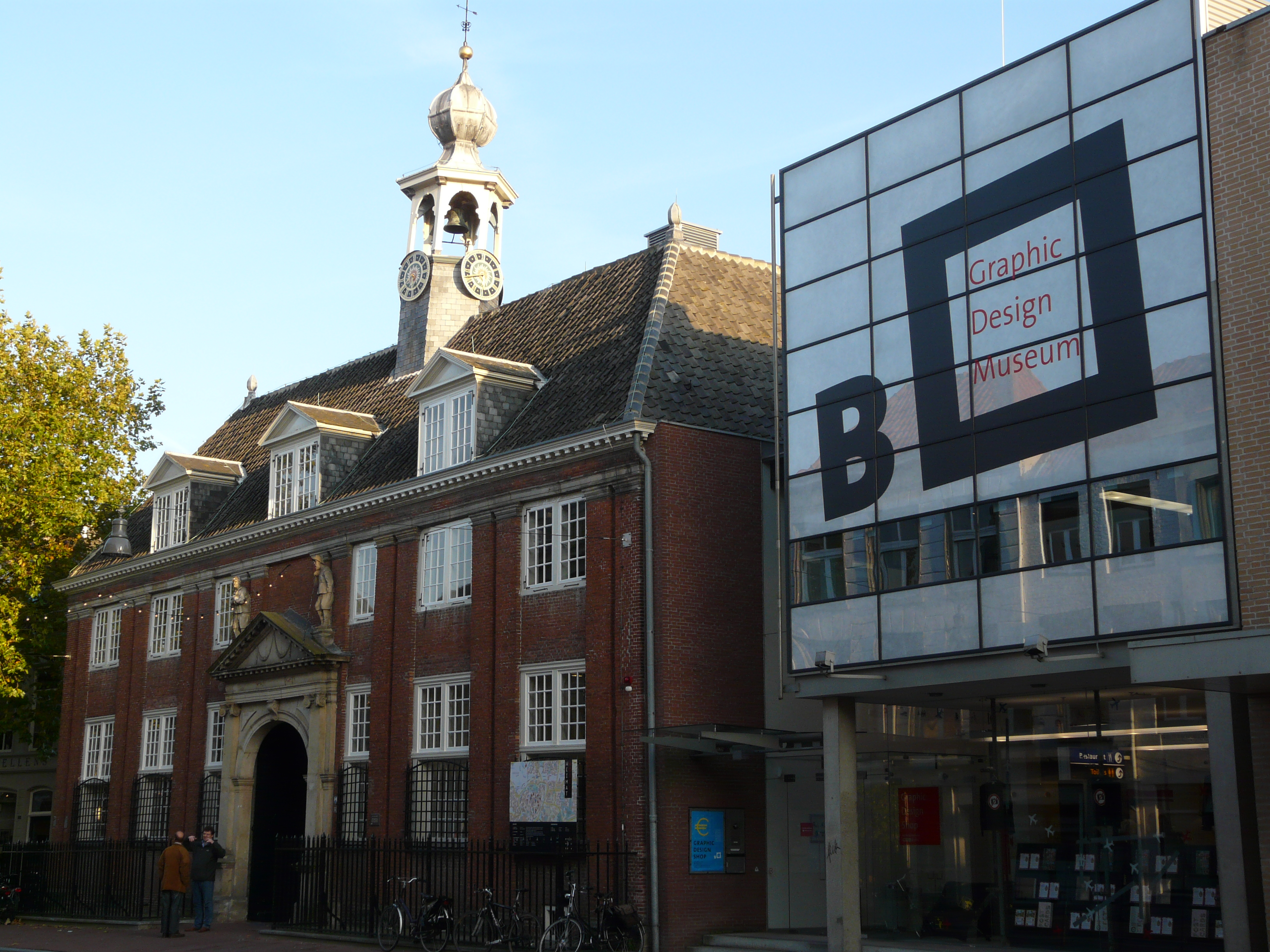
Museum of the Image (MOTI).

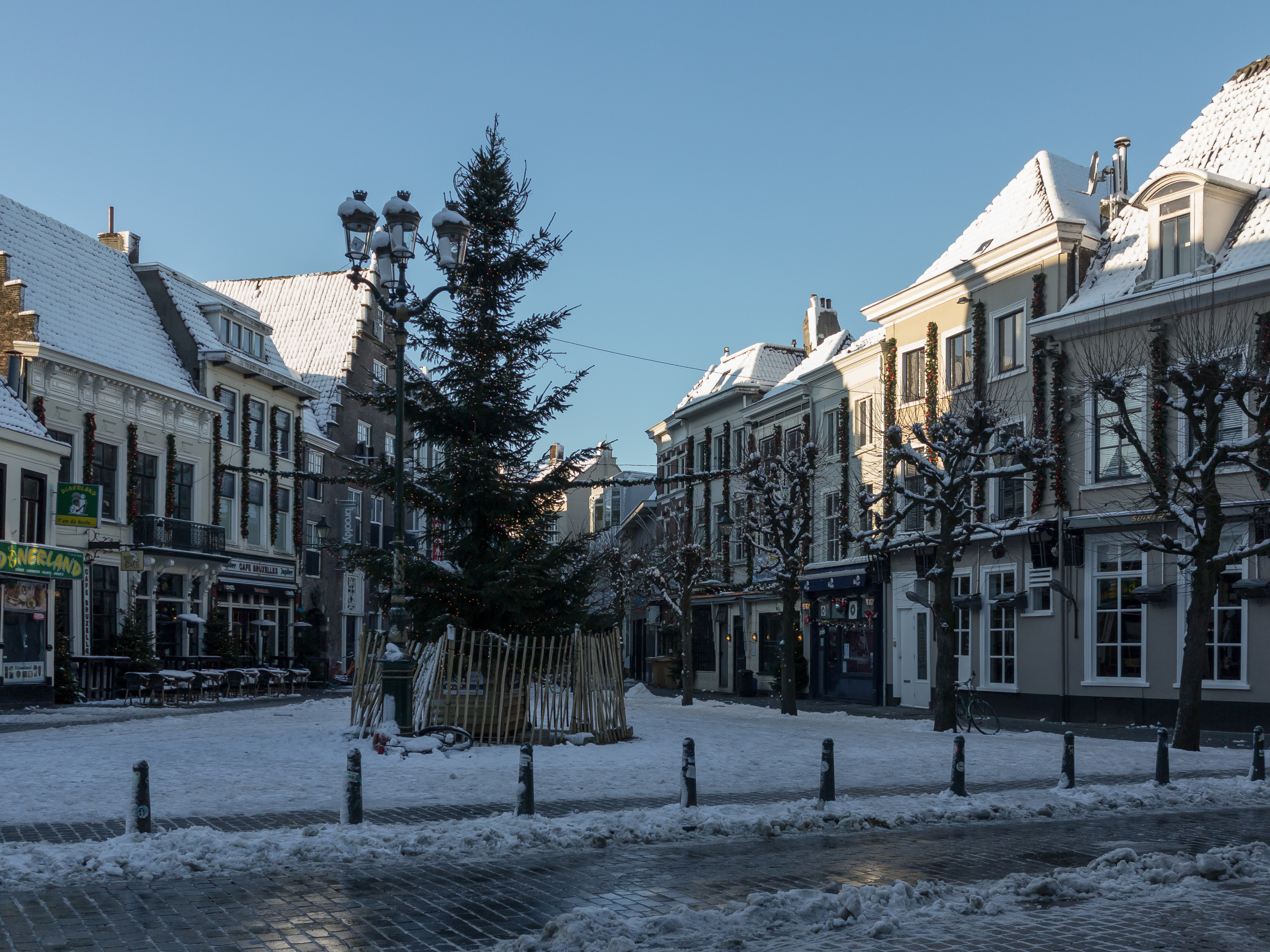
Splitsing Vismarkstraat-Schoolstraat

- Musée de Bréda
- Museum of the Image (MOTI)

#### Autres
- La Grote Kerk : cette église surplombe la Grand-Place et est visible en tout point de Bréda :

La Grande Eglise Notre-Dame est un imposant édifice de style brabançon des XVe et XVIe siècles. Possédant 3 nefs, cette église a été agrandie au XVIe siècle de quelques chapelles et du déambulatoire. Son clocher, haut de 97 mètres, à base carrée et sommet octogonal, est surmonté d'un bulbe. L'intérieur, présentant de nombreuses colonnes typiquement brabançonnes, avec leurs chapiteaux ornés de choux frisés, renferme de nombreux tombeaux. Les stalles en bois du chœur sont sculptées de motifs satiriques illustrant des vices et des proverbes. D'autres reliefs insolites ont été ajoutés vers 1948. Dans le bras nord du transept, est exposé un triptyque de Jan van Scorel, dont le panneau central illustre la présentation de la Croix du Christ. Au fond du collatéral sud, des fonts baptismaux, exécutés en 1540 à Malines, en Belgique, portent des motifs de décoration Renaissance sur une forme gothique. La buffet d'orgue, de couleur bleue, est orné d'une peinture du XVIIe siècle représentant la lute entre David et Goliath ainsi que l'offrande de l'Arche d'Alliance. Ce très bel instrument a été construit en 1969, dans le Buffet du XVIe siècle, par la Manufacture D.A. Flentrop. De nombreux concerts d'orgue sont organisés chaque été...
- La Grand-Place : c'est la plus importante de la ville ; les terrasses y sont très animées : cette Grand-Place est entourée de monuments anciens. L'Hôtel-de-Ville (Stadhuis), construit au début du XVIIe siècle, a été modifié en 1767. Son grand hall d'accueil abrite une reproduction grandeur nature de "la Reddition de Breda", peint par Vélasquez, dont l'original se trouve au Musée du Prado à Madrid. Au numéro 19 de la Grand-Place, se dresse le "Het Wit Lam", anciennes halles aux viandes, actuellement local de la guilde des arbalétriers. Au fronton de sa façade, datée de 1772, Saint Georges terrasse le dragon. En face de l'Hôtel-de-Ville, à l'angle de la Reigerstraat, on peut remarquer un jolie maison à pignon à redents.
- Le château de Bréda, lieu où siège l'académie militaire de Bréda : Ancien château-fort transformé à partir  de 1536 sur les plans de Vincidor, c'était la retraite préférée de Guillaume le Taciturne jusqu'à son départ pour la révolte ouverte en 1567. C'est dans ce château que le "compromis des Nobles" fut signé. Le château gagna son aspect actuel entre 1686 et 1695, sous le stathouder Guillaume III d'Orange qui fit poursuivre le plan primitif de Vincidor. Le château (Kastel) est un immense édifice aux nombreuses fenêtres, entouré d'un fossé, dont la façade nord, visible depuis l'Academiesingel, est entourée de tourelles octogonales. L'Académie Militaire des Pays-Bas l'occupe depuis 1828.
- Le port de Bréda
- Le Begijnhof Breda, béguine de Bréda
- Le Spanjaardsgat
- La Cathédrale Saint-Antoine, construite en 1837, siège du diocèse de Breda (catholique)
- Mastbos
- Markdal
- Parc Valkenberg, Parc de Bréda

### Événements
- Carnaval
- Festival de jazz de Bréda
- Breda Photo
- Singelloop Breda
- Redhead Day

## Personnages célèbres nés, décédés ou liés à Bréda
- Pieter Brueghel l'Ancien, peintre flamand, (lieu supposé), né vers 1525-1530.
- Adriaen van der Donck, avocat et personnalité éminente de la colonie de la Nouvelle-Néerlande. Il y est né en 1616.
- Mary Read (vers 1690 - 1721), une des femmes pirates les plus célèbres de l'histoire, elle y a ouvert l’Auberge des Trois Fers à Cheval avec son mari avant de se lancer dans la piraterie.
- Johan Pieter van der Borght (1731-1818), homme politique néerlandais, député et bourgmestre de la ville
- Juliana Cornelia de Lannoy (1738-1782), poétesse et dramaturge, née à Bréda
- Johannes Josephus Havermans (1738-1813), homme politique
- Adrien Guillaume Storm de Grave (1763-1817), général néerlandais de la Révolution française et du Premier Empire, mort à Bréda.
- Émile François Guillaume Clément de La Roncière (1803-1874), officier de cavalerie français, gouverneur français de Tahiti, né à Bréda.
- Évariste Mertens (1846-1907), architecte paysagiste suisse né à Breda
- Stanislaw Maczek (1892-1994), général polonais, libérateur de la ville en octobre 1944. Citoyen d'honneur de la ville de Bréda, mort à 102 ans, il est enterré au cimetière militaire polonais de Bréda situé à l'entrée de la ville.
- Le colonel Parker, agent d'Elvis Presley, né le 26 juin 1909.
- Dimitri van Toren, chanteur, né le 16 décembre 1940.
- Ismo, rappeur, né le 12 février 1990.
- Mo Bicep, vidéaste web, né à Bréda en 1990
- Pieter Stoop, peintre, né à Bréda en 1946
- Ruud van Empel, (1958-) photographe
- Tiësto, disc-jockey de musique électronique, né le 17 janvier 1969.
- Ramon Dekkers, champion du monde de muay thaï et de kick boxing, né le 4 septembre 1969.
- Hardwell, disc-jockey de musique house progressive et d'electro house, né le 7 janvier 1988.
- R3hab, disc-jockey de musique house et d'electro house, né le 2 avril 1986
- Dannic, disc-jockey de musique house progressive et d'electro house, né le 10 novembre 1987
- Virgil van Dijk, footballeur néerlandais et le défenseur du Liverpool FC, né le 8 juillet 1991
- Patrick van den Goorbergh, pilote néerlandais, né le 18 septembre 1965
- Jean Bonnot Heer Van Cormaillon , fut banni de la ville en 1568, membre des Nobles Confédérés.
- Henri Bellechose, peintre de Philippe le Hardi et de Jean Sans Peur (1415-1445)

## Galerie

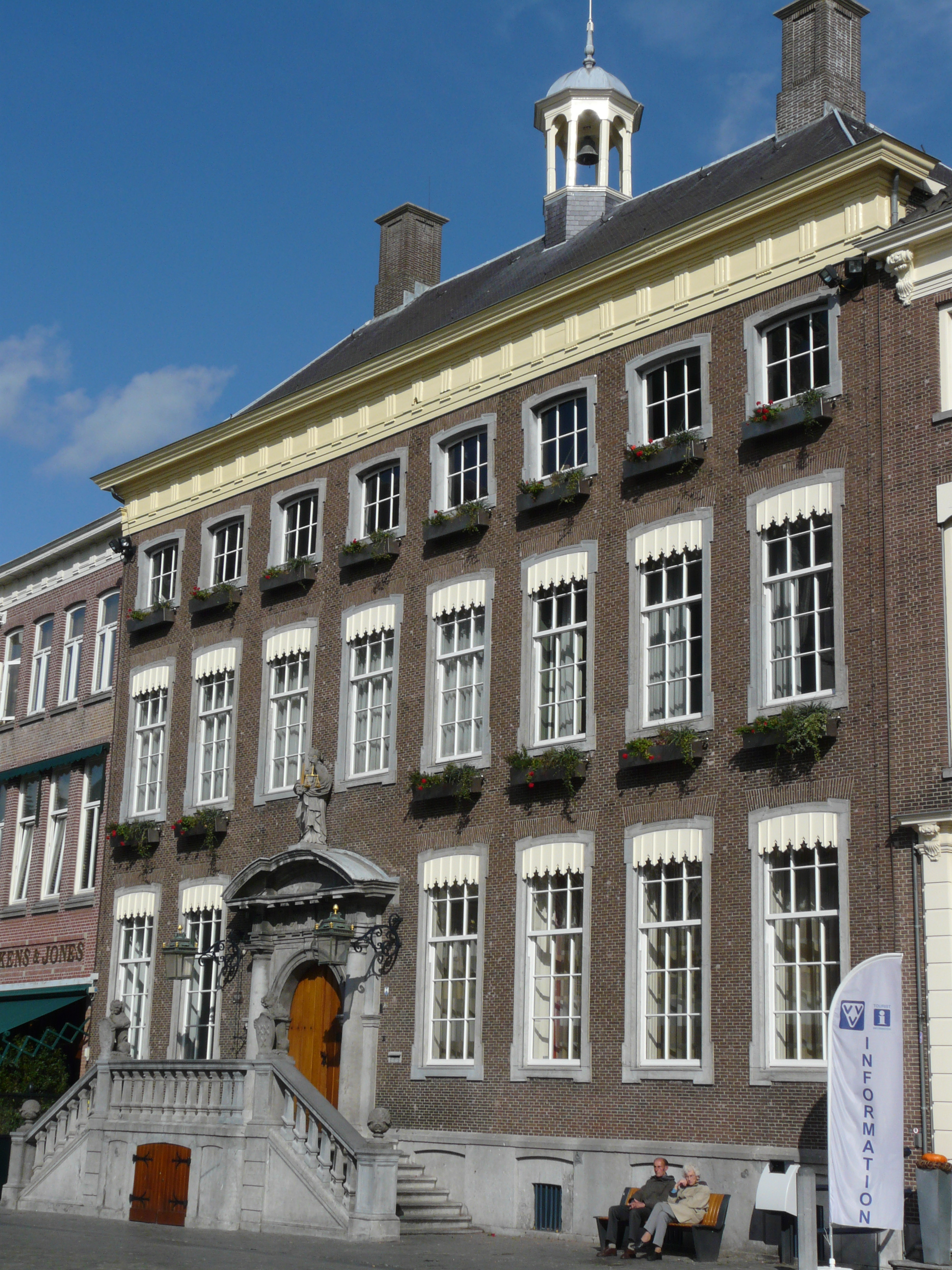
L'ancien hôtel de ville de Bréda.
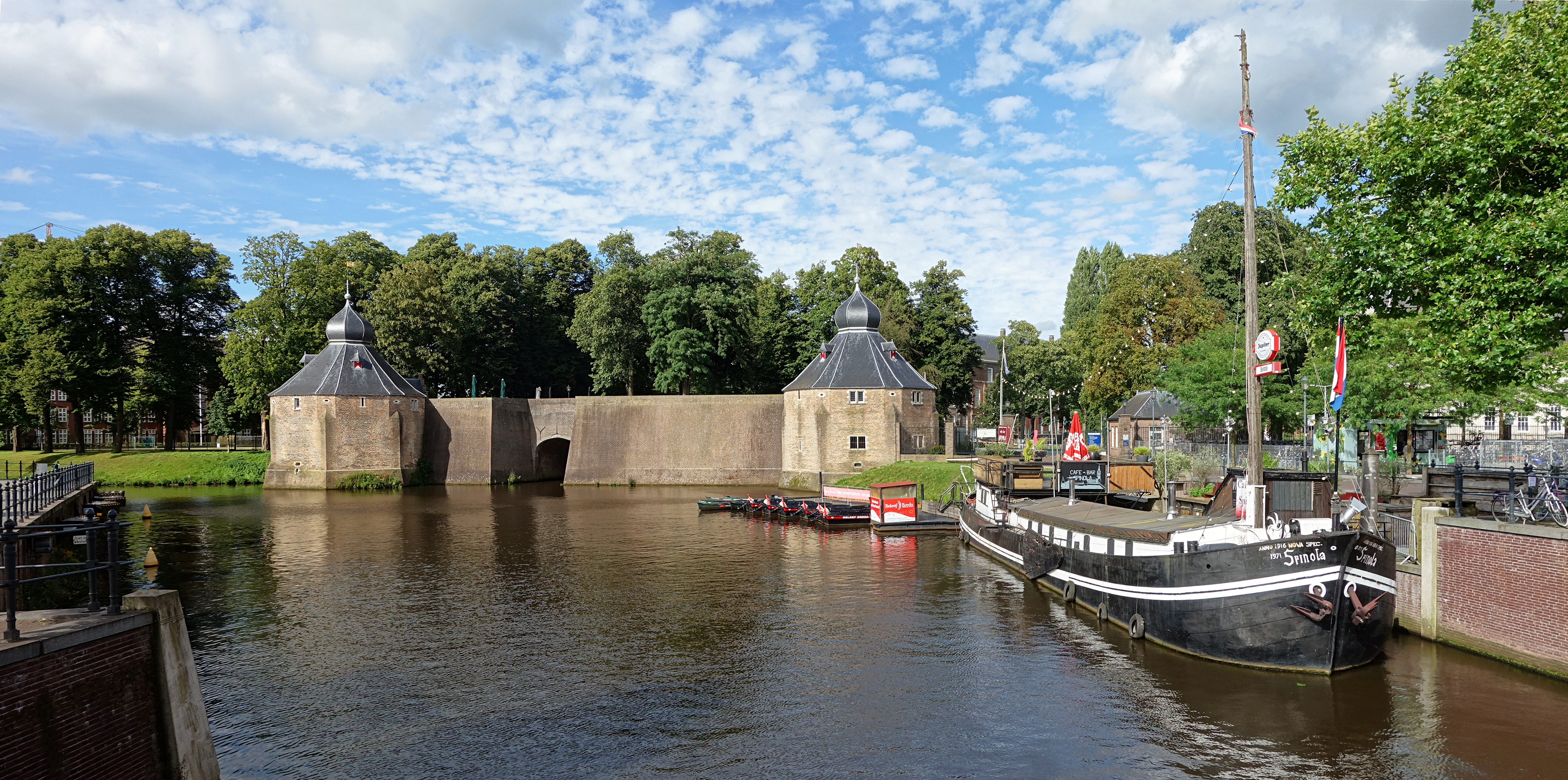
Le Spanjaardsgat et la péniche Spinola.
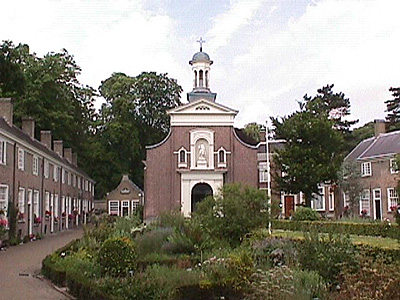
Le béguinage de Bréda.
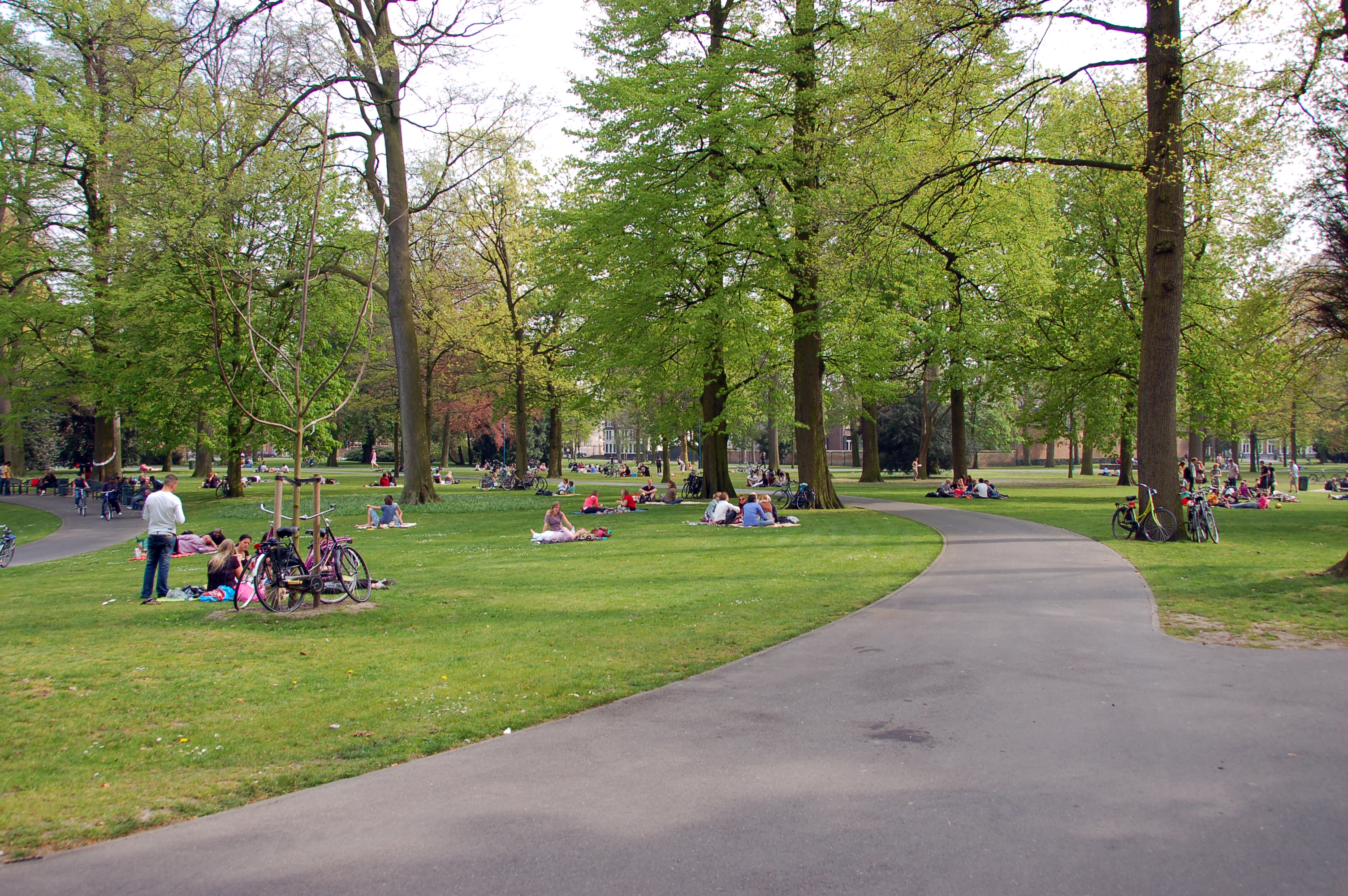
Le parc Valkenberg.